# Mistrzostwa Europy w Biathlonie 2020
27. Mistrzostwa Europy w Biathlonie odbyły się w białoruskich Raubiczach w dniach 26 lutego - 1 marca 2020 roku. Pierwotnie zawody miały się odbyć w estońskim Otepää. Wyniki tych zawodów zaliczane były do klasyfikacji generalnej Pucharu IBU.
W sumie rozegranych zostało osiem konkurencji: pojedyncza sztafeta mieszana, sztafeta mieszana, sprinty, biegi pościgowe oraz super sprinty kobiet i mężczyzn.
Były to drugie  mistrzostwa Europy zorganizowane w tej miejscowości.

## Program i wyniki
| Konkurencja                  | Data      | Godzina   | Złoto                                                                       | Srebro                                                                               | Brąz                                                                                | Źr.   |
| ---------------------------- | --------- | --------- | --------------------------------------------------------------------------- | ------------------------------------------------------------------------------------ | ----------------------------------------------------------------------------------- | ----- |
| Super sprint kobiet          | 26 lutego | 18:15 CET | Jewgienija Pawłowa                                                          | Ołena Pidhruszna                                                                     | Chloé Chevalier                                                                     | [ 1 ] |
| Super sprint mężczyzn        | 26 lutego | 14:45 CET | Siergiej Boczarnikow                                                        | Adam Václavík                                                                        | Dmytro Pidruczny                                                                    | [ 2 ] |
| Sprint kobiet                | 29 lutego | 13:30 CET | Elisabeth Högberg                                                           | Ida Lien                                                                             | Iryna Kryuko                                                                        | [ 3 ] |
| Sprint mężczyzn              | 29 lutego | 10:30 CET | Matwiej Jelisiejew                                                          | Andrejs Rastorgujevs                                                                 | Aleksander Fjeld Andersen                                                           | [ 4 ] |
| Bieg pościgowy kobiet        | 1 marca   | 12:30 CET | Jelena Kruczinkina                                                          | Kristina Riezcowa                                                                    | Elisabeth Högberg                                                                   | [ 5 ] |
| Bieg pościgowy mężczyzn      | 1 marca   | 10:30 CET | Siergiej Boczarnikow                                                        | Sturla Holm Lægreid                                                                  | Sivert Guttorm Bakken                                                               | [ 6 ] |
| Pojedyncza sztafeta mieszana | 27 lutego | 15:00 CET | Norwegia Karoline Erdal · Endre Strømsheim                                  | Niemcy Stefanie Scherer · Justus Strelow                                             | Ukraina Anastasija Merkuszyna · Rusłan Tkałenko                                     | [ 7 ] |
| Sztafeta mieszana            | 27 lutego | 18:00 CET | Ukraina Wałentyna Semerenko · Julija Dżima · Artem Pryma · Dmytro Pidruczny | Rosja Kristina Riezcowa · Wiktorija Sliwko · Eduard Łatypow · Said Karimulla Chalili | Norwegia Åsne Skrede · Ida Lien · Sivert Guttorm Bakken · Aleksander Fjeld Andersen | [ 8 ] |

## Tabela medalowa
| #  | Reprezentacja | Złoto | Srebro | Brąz | Razem |
| -- | ------------- | ----- | ------ | ---- | ----- |
| 1. | Białoruś      | 3     | 0      | 1    | 4     |
| 2. | Rosja         | 2     | 2      | 0    | 4     |
| 3. | Norwegia      | 1     | 2      | 3    | 6     |
| 4. | Ukraina       | 1     | 1      | 2    | 4     |
| 5. | Szwecja       | 1     | 0      | 1    | 2     |
| 6. | Czechy        | 0     | 1      | 0    | 1     |
| 6. | Niemcy        | 0     | 1      | 0    | 1     |
| 6. | Łotwa         | 0     | 1      | 0    | 1     |
| 9. | Francja       | 0     | 0      | 1    | 1     |